# Henry Wellesley, III duca di Wellington
Henry Wellesley, III duca di Wellington (Apsley House, 5 aprile 1846 – Strathfield Saye House, 8 giugno 1900), è stato un nobile inglese.

## Biografia

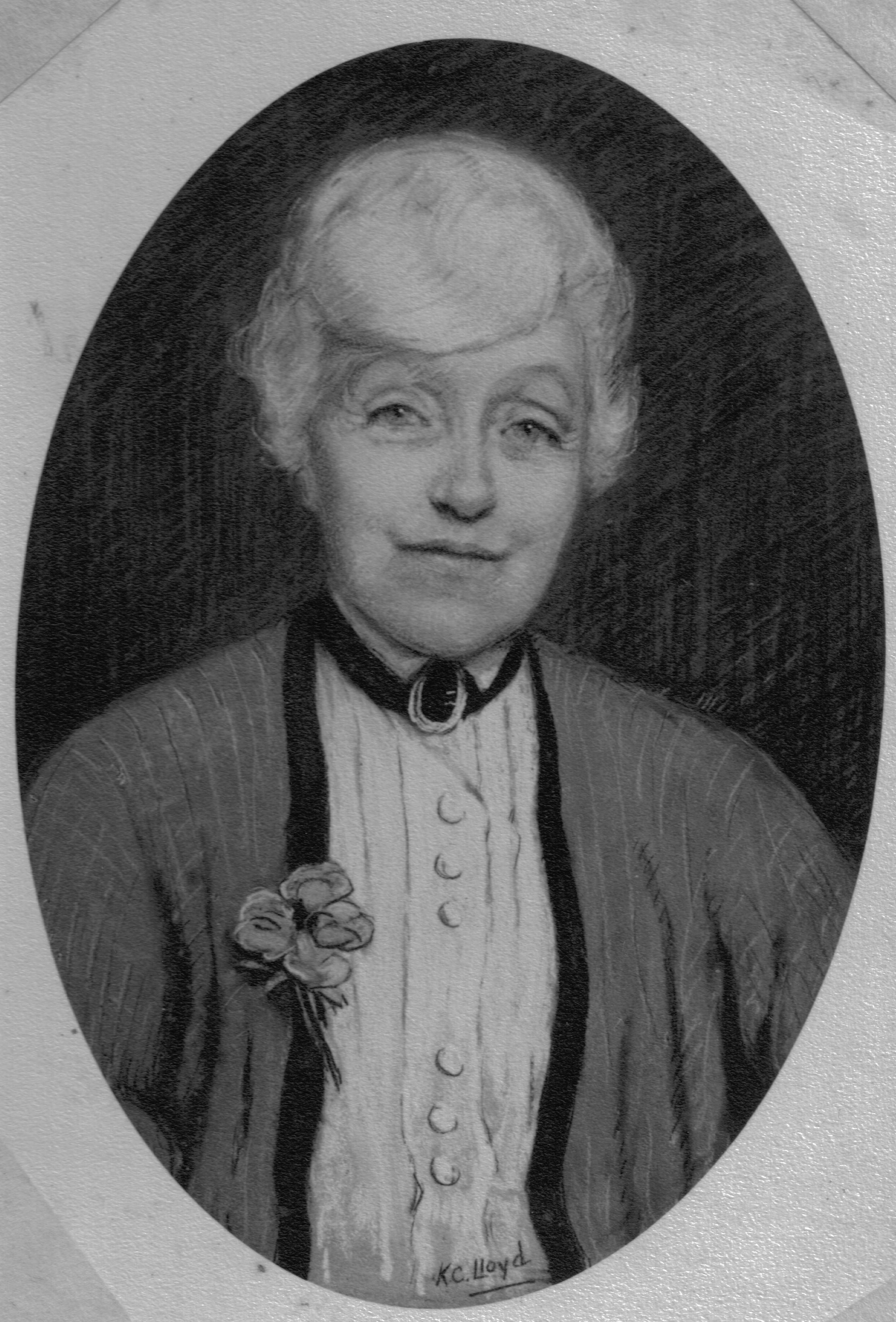
Evelyn Peers Williams, moglie del III duca di Wellington

Henry Wellesley era il figlio primogenito di Lord Charles Wellesley e pertanto nipote di Arthur Wellesley, I duca di Wellington.
Tra il 1859 ed il 1865 frequentò il College di Eton per poi entrare a far parte del 2º battaglione delle Grenader Guards come alfiere dal 16 maggio 1865, venendo promosso al grado di maggiore il 1º luglio 1881 e ritirandosi dal servizio attivo il 28 giugno 1882. Si presentò alle elezioni, senza successo, nella circoscrizione elettorale di Andover nel 1868. ma riuscì ad ottenere il seggio dal 1874 al 1880.
Succedette allo zio col titolo di duca di Wellington il 13 agosto 1884. Successivamente le sue sorelle Victoria e Mary ottennero il trattamento spettante alle figlie di un duca. Venne nominato colonnello onorario dell'artiglieria dello Hampshire il 22 novembre 1884 e della 6th West York Militia il 10 aprile 1886, mantenendo entrambi gli incarichi sino alla propria morte. Henry fu inoltre ambasciatore speciale in Spagna nel 1885 in occasione del funerale di re Alfonso XII, nonché consigliere della Society for the Suppression of Mendicity.
Morì nella residenza di famiglia di Strathfield Saye House nel 1900 ed ivi venne sepolto. Aveva sposato Evelyn Katrine Gwenfra Williams (1855 – 11 marzo 1939) il 7 marzo 1882, dalla quale però non ebbe figli. Alla sua morte, suo fratello Arthur Charles divenne duca di Wellington.

## Ascendenza
|                                         |                                     |                                        | Genitori                                   |  |  | Nonni |  |  | Bisnonni                             |  |  | Trisnonni                           |  |
|                                         |                                     |                                        |                                            |  |  |       |  |  | Garret Wesley, I conte di Mornington |  |  | Richard Wesley, I barone Mornington |  |
|                                         |                                     |                                        |                                            |  |  |       |  |  | Garret Wesley, I conte di Mornington |  |  | Richard Wesley, I barone Mornington |  |
|                                         |                                     | Elizabeth Sale                         |                                            |  |  |       |  |  | Garret Wesley, I conte di Mornington |  |  |                                     |  |
| Arthur Wellesley, I duca di Wellington  |                                     |                                        |                                            |  |  |       |  |  | Garret Wesley, I conte di Mornington |  |  |                                     |  |
|                                         |                                     | Anne Hill-Trevor                       | Arthur Hill-Trevor, I visconte Dungannon   |  |  |       |  |  |                                      |  |  |                                     |  |
|                                         |                                     | Anne Hill-Trevor                       | Arthur Hill-Trevor, I visconte Dungannon   |  |  |       |  |  |                                      |  |  |                                     |  |
|                                         |                                     | Anne Hill-Trevor                       | Anne Stafford                              |  |  |       |  |  |                                      |  |  |                                     |  |
| Charles Wellesley                       |                                     | Anne Hill-Trevor                       |                                            |  |  |       |  |  |                                      |  |  |                                     |  |
|                                         |                                     | Edward Pakenham, II barone di Longford | Thomas Pakenham, I barone di Longford      |  |  |       |  |  |                                      |  |  |                                     |  |
|                                         |                                     | Edward Pakenham, II barone di Longford | Thomas Pakenham, I barone di Longford      |  |  |       |  |  |                                      |  |  |                                     |  |
|                                         |                                     | Edward Pakenham, II barone di Longford | Elizabeth Pakenham, I contessa di Longford |  |  |       |  |  |                                      |  |  |                                     |  |
| Catherine Pakenham                      |                                     | Edward Pakenham, II barone di Longford |                                            |  |  |       |  |  |                                      |  |  |                                     |  |
|                                         |                                     | Catherine Rowley                       | Hercules Langford Rowley                   |  |  |       |  |  |                                      |  |  |                                     |  |
|                                         |                                     | Catherine Rowley                       | Hercules Langford Rowley                   |  |  |       |  |  |                                      |  |  |                                     |  |
|                                         |                                     | Catherine Rowley                       | Elizabeth Ormsby Upton                     |  |  |       |  |  |                                      |  |  |                                     |  |
| Henry Wellesley, III duca di Wellington |                                     | Catherine Rowley                       |                                            |  |  |       |  |  |                                      |  |  |                                     |  |
|                                         | Charles Pierrepont, I conte Manvers | Philip Medows                          |                                            |  |  |       |  |  |                                      |  |  |                                     |  |
|                                         | Charles Pierrepont, I conte Manvers | Philip Medows                          |                                            |  |  |       |  |  |                                      |  |  |                                     |  |
|                                         | Charles Pierrepont, I conte Manvers | Frances Pierrepont                     |                                            |  |  |       |  |  |                                      |  |  |                                     |  |
| Henry Pierrepont                        | Charles Pierrepont, I conte Manvers |                                        |                                            |  |  |       |  |  |                                      |  |  |                                     |  |
|                                         |                                     | Anne Orton Mills                       | William Mills                              |  |  |       |  |  |                                      |  |  |                                     |  |
|                                         |                                     | Anne Orton Mills                       | William Mills                              |  |  |       |  |  |                                      |  |  |                                     |  |
|                                         |                                     | Anne Orton Mills                       | …                                          |  |  |       |  |  |                                      |  |  |                                     |  |
| Augusta Pierrepont                      |                                     | Anne Orton Mills                       |                                            |  |  |       |  |  |                                      |  |  |                                     |  |
|                                         |                                     | Henry Cecil, I marchese di Exeter      | Thomas Cecil                               |  |  |       |  |  |                                      |  |  |                                     |  |
|                                         |                                     | Henry Cecil, I marchese di Exeter      | Thomas Cecil                               |  |  |       |  |  |                                      |  |  |                                     |  |
|                                         |                                     | Henry Cecil, I marchese di Exeter      | Charlotte Garnier                          |  |  |       |  |  |                                      |  |  |                                     |  |
| Sophia Cecil                            |                                     | Henry Cecil, I marchese di Exeter      |                                            |  |  |       |  |  |                                      |  |  |                                     |  |
|                                         |                                     | Sarah Hoggins                          | Thomas Hoggins                             |  |  |       |  |  |                                      |  |  |                                     |  |
|                                         |                                     | Sarah Hoggins                          | Thomas Hoggins                             |  |  |       |  |  |                                      |  |  |                                     |  |
|                                         |                                     | Sarah Hoggins                          | Jane Bayley                                |  |  |       |  |  |                                      |  |  |                                     |  |
|                                         |                                     | Sarah Hoggins                          |                                            |  |  |       |  |  |                                      |  |  |                                     |  |